# Grafschaft Troyes
Im 10. Jahrhundert bestand eine Grafschaft Troyes mit dem Hauptort Troyes im Besitz des Grafenhauses Vermandois, einer Linie der Karolinger.
Durch Erbschaft kam Troyes an das Haus Blois, ebenso wie die Grafschaft Meaux (Theobald I., Graf von Blois, † 975, war mit einer Tochter des Grafen Heribert II. von Vermandois verheiratet gewesen). Durch Zusammenlegung der beiden Grafschaften gingen Troyes und Meaux in der Grafschaft Champagne auf, deren Hauptstadt ebenfalls Troyes war.

## Grafen von Troyes

### Erste Grafen von Troyes
- Aleram, † 852, 820 missus dominicus in der Grafschaft Troyes, 849 Markgraf von Septimanien und Graf von Barcelona[1]
  - Aleram, wohl dessen Sohn und wohl seit 881 Schwiegervater des Königs Odo († 898), vielleicht Graf von Troyes, eher Graf von Laon
- Odo (Eudes), † 871, Graf von Châteaudun, später Graf von Troyes als Nachfolger Adelramns, wohl auch Graf von Blois, vielleicht Sohn des Grafen Robert im Wormsgau (Robertiner)
- Robert, † 886, Pfalzgraf von Troyes, Schwiegersohn des Königs Ludwig der Stammler (Karolinger), vielleicht Sohn Odos, vielleicht aber auch Sohn von Robert dem Tapferen
- Adalhelm, dessen Neffe, 886–892 (Gellones)
- Warnarius (X 6. Dezember 924) 895 Vizegraf von Sens, 895/896 Graf von Troyes († vor 948)
- Richard († vor 948), dessen Sohn, Vizegraf von Sens und Graf von Troyes bis 933
- Giselbert, Herzog von Burgund 955–956, Graf von Troyes (Buviniden)
- Robert von Vermandois, Graf von Troyes 956–967, dessen Schwiegersohn (Karolinger)
- Heribert der Alte, Graf von Troyes 968–980/984, Roberts Bruder (Karolinger)
- Heribert der Jüngere, Graf von Troyes 980/984–995, Roberts Sohn (Karolinger)
- Stephan I., Graf von Troyes 995–1019/1021, dessen Sohn (Karolinger)

### Haus Blois
- Odo II. († 1037), † 1037, Bruder Theobalds II., Graf von Blois, Chartres, Châteaudun, Tours und Beauvais, 1019/25 als Odo I. Graf von Meaux und Troyes, Graf von Sancerre, Herr von Chinon und Saumur bis 1026
- Theobald III. († 1089), dessen Sohn, Graf von Blois, Chartres, Châteaudun, (als Theobald I.) Graf von Meaux und Sancerre, verliert nach 1037 Beauvais und 1044 Tours, 1048 Graf von Troyes
- Stephan II. († 1047/58) Graf von Troyes etc 1037–1047/48, Sohn Odos II.
- Odo III. (II.) († nach 1096) Graf von Troyes etc. 1048–1063, vertrieben, Sohn Stephans II.
- Theobald I. († 1089) Graf (Theobald III.) von Blois 1037–1089, Graf von Troyes etc. 1048–1089, Bruder Stephans II.
- Odo IV. (III.) († 1090/1097) Graf von Troyes etc., Sohn Theobalds I.
- Hugo I. († 1126) Graf von Troyes etc. vor 1097, Sohn Theobalds I., benutzte zum ersten Mal den Titel Graf von Champagne
- Theobald II. († 1152) 1125 Graf von Troyes etc., Graf (Theobald IV.) von Blois 1102–1152, Graf von Champagne 1125–1152, Neffe Hugos I.
- Heinrich I. († 1181) nennt sich Graf von Champagne, Sohn Theobalds II.

Siehe auch: Vizegrafschaft Troyes